# Orseida
Orseida (en grec antic: Oρσηίς) va ser, segons la mitologia grega, una nimfa de les muntanyes de Tessàlia, potser filla de Peneu, i la mítica antecessora dels hel·lens. En parla Apol·lodor, i diu que es va casar amb Hel·len, fill de Deucalió i de Pirra, i germà d'Amficcíon i de Protogènia. La parella va tenir tres fills: Doros, Èol i Xutos, dels quals descendeixen les principals ètnies hel·lèniques, els doris, els eolis, els jonis i els aqueus.